# 장클로드 보즈가
장클로드 아드리메르 보즈가(프랑스어: Jean-Claude Adrimer Bozga, 1989년 5월 31일 ~ )는 불리는 루마니아의 전 축구 선수로 현역 시절 포지션은 수비수였다. 콩고 민주 공화국계 루마니아인이다.

## 클럽 경력

### 유럽 무대
1992년 루마니아의 FCM 두너레아 갈라치 유소년 팀에 입단한 뒤 2004년에 프로팀에 정식으로 합류하였으며, 2005-06 시즌부터 주전으로 활약한 뒤, 2007년 1월에 FC 페트롤룰 플로이에슈티로 이적하여 2011년 팀의 2부리그 우승과 1부 승격에 공헌하였다. 2011-12 시즌을 앞두고 루마니아 1부리그의 FC 콘코르디아 치아지나로 이적하게 되며 1부리그 무대에 입문하였나 출전하는 경기마다 대량실점을 허용하며 부진했고, 이후 주전 경쟁에서 밀리면서 팀에 입단한지 6개월만에 방출되며 약 4개월간 무적신분이였다.
이후 벨라루스의 FC 민스크에 입단하며 처음으로 해외 무대에 입문하였고, 주전 수비수로 활약했지만 부진하면서 11월 이후 주전 자리에서 밀리게 되었다.
2013년 덴마크 2부리그팀 FC 베스트셸란으로 이적해 활약하면서 팀의 1부리그인 승격에 공헌하였다.
2015년 12월 9일 팀동료가 2014년에 승부조작에 가담한 사실이 밝혀졌고, 승부조작 가담 선수가 승부조작을 한 경기에 모두 출전한 탓에 의심을 받아 조사 대상이 되며 승부조작 스캔들에 휘말렸지만, 무혐의 판정을 받았다.

### 대전 시티즌
베스트셸란이 승부조작 스캔들로 인해 재정 악화를 겪으면서 자유계약으로 대전 시티즌에 입단하였다.
6월 11일 경남 FC와의 원정경기를 통해 K리그 데뷔골을 성공시켰다.